# Rafał Majka (piłkarz)
Rafał Majka (ur. 8 czerwca 1977 w Jaworze) – polski piłkarz, występujący na pozycji pomocnika.

## Życiorys
W swojej karierze reprezentował wyłącznie kluby z Dolnego Śląska. Jest wychowankiem Kuźni Jawor, z którą w 1992 roku wystąpił w półfinale mistrzostw Polski juniorów młodszych, a rok później zadebiutował w seniorskim zespole. W Kuźni Jawor występował do 1997 roku. Następnie został piłkarzem Miedzi Legnica. W sezonie 1997/1998 rozegrał 22 ligowe spotkania, ale spadł z klubem z II ligi. W 1999 roku przeszedł do Zagłębia Lubin. W I lidze zadebiutował 31 lipca w zremisowanym 2:2 meczu z Legią Warszawa. W Zagłębiu występował przez dwa lata, rozgrywając łącznie 47 spotkań na poziomie I ligi; wystąpił także w ośmiu meczach w ramach Pucharu Intertoto. Sezon 2001/2002 spędził w Górniku Polkowice, występując w 35 meczach II ligi. Mimo zainteresowania ze strony Śląska Wrocław, przed nowym sezonem przeszedł do Kuźni Jawor, a na początku 2003 roku wrócił do Miedzi Legnica. W sezonie 2005/2006 awansował do II ligi. Latem 2007 roku został piłkarzem Górnika Polkowice, a pół roku później – Górnika Wałbrzych. W 2009 roku awansował z klubem do trzeciej ligi, a rok później do drugiej. W latach 2011–2017 grał w Orkanie Szczedrzykowice. W 2018 roku ponownie został zawodnikiem Kuźni Jawor, gdzie zakończył karierę.

## Statystyki ligowe
| Sezon         | Klub             | Liga     | Mecze | Gole |
| ------------- | ---------------- | -------- | ----- | ---- |
| 1997/1998     | Miedź Legnica    | II liga  | 22    | 5    |
| 1999/2000     | Zagłębie Lubin   | I liga   | 28    | 3    |
| 2000/2001     | Zagłębie Lubin   | I liga   | 19    | 0    |
| 2001/2002     | Górnik Polkowice | II liga  | 22    | 5    |
| 2002/2003 (w) | Miedź Legnica    | III liga | ?     | 0    |
| 2003/2004     | Miedź Legnica    | III liga | ?     | 0    |
| 2004/2005     | Miedź Legnica    | III liga | ?     | 1    |
| 2005/2006     | Miedź Legnica    | III liga | ?     | 0    |
| 2006/2007     | Miedź Legnica    | II liga  | 20    | 0    |
| 2009/2010     | Górnik Wałbrzych | III liga | 27    | 2    |
| 2010/2011 (j) | Górnik Wałbrzych | II liga  | 9     | 0    |